# Liste der Olympiasieger im Segeln/Medaillengewinner
Diese Liste ist Teil der Liste der Olympiasieger im Segeln. Sie führt sämtliche Medaillengewinner in den ausschließlich für Männer ausgeschriebenen Segelwettbewerben bei Olympischen Sommerspielen auf, gegliedert nach Bootstypen und -klassen.

## Einhandjollen
Verwendete Bootsklassen:
- Finn-Dinghy (seit 1988, zuvor offene Klasse und zusätzl. 2008)
- Laser (seit 2008, zuvor offene Klasse)

### Finn-Dinghy
| Olympia | Gold                  | Silber                 | Bronze                |
| ------- | --------------------- | ---------------------- | --------------------- |
| 1988    | José Luis Doreste     | Peter Holmberg         | John Cutler           |
| 1992    | José van der Ploeg    | Brian Ledbetter        | Craig Monk            |
| 1996    | Mateusz Kusznierewicz | Sébastien Godefroid    | Roy Heiner            |
| 2000    | Iain Percy            | Luca Devoti            | Fredrik Lööf          |
| 2004    | Ben Ainslie           | Rafael Trujillo        | Mateusz Kusznierewicz |
| 2012    | Ben Ainslie           | Jonas Høgh-Christensen | Jonathan Lobert       |
| 2016    | Giles Scott           | Vasilij Žbogar         | Caleb Paine           |
| 2020    | Giles Scott           | Zsombor Berecz         | Joan Cardona Méndez   |

### Laser
| Olympia | Gold          | Silber           | Bronze             |
| ------- | ------------- | ---------------- | ------------------ |
| 2008    | Paul Goodison | Vasilij Žbogar   | Diego Romero       |
| 2012    | Tom Slingsby  | Pavlos Kontides  | Rasmus Myrgren     |
| 2016    | Tom Burton    | Tonči Stipanović | Sam Meech          |
| 2020    | Matthew Wearn | Tonči Stipanović | Hermann Tomasgaard |
| 2024    | Matthew Wearn | Pavlos Kontides  | Stefano Peschiera  |

## Zweihandjollen
Verwendete Bootsklassen:
- 470er (1988–2020 – zuvor und nachher offene Klasse)
- 49er (seit 2008 – zuvor offene Klasse)

### 49er
| Olympia | Gold                                         | Silber                                     | Bronze                                       |
| ------- | -------------------------------------------- | ------------------------------------------ | -------------------------------------------- |
| 2008    | Dänemark Jonas Warrer Martin Kirketerp       | Spanien Iker Martínez Xabier Fernández     | Deutschland Jan-Peter Peckolt Hannes Peckolt |
| 2012    | Australien Nathan Outteridge Iain Jensen     | Neuseeland Peter Burling Blair Tuke        | Dänemark Allan Nørregaard Peter Lang         |
| 2016    | Neuseeland Peter Burling Blair Tuke          | Australien Nathan Outteridge Iain Jensen   | Deutschland Erik Heil Thomas Plößel          |
| 2020    | Großbritannien Dylan Fletcher Stuart Bithell | Neuseeland Peter Burling Blair Tuke        | Deutschland Erik Heil Thomas Plößel          |
| 2024    | Spanien Diego Botín Florián Trittel          | Neuseeland Isaac McHardie William McKenzie | Vereinigte Staaten Ian Barrows Hans Henken   |

### 470er
| Olympia | Gold                                           | Silber                                          | Bronze                                         |
| ------- | ---------------------------------------------- | ----------------------------------------------- | ---------------------------------------------- |
| 1988    | Frankreich Thierry Peponnet Luc Pillot         | Sowjetunion Tõnu Tõniste Toomas Tõniste         | Vereinigte Staaten Charles McKee John Shadden  |
| 1992    | Spanien Jordi Calafat Francisco Sánchez        | Vereinigte Staaten Kevin Burnham Morgan Reeser  | Estland Tõnu Tõniste Toomas Tõniste            |
| 1996    | Ukraine Jewhen Braslawez Ihor Matwijenko       | Großbritannien John Merricks Ian Walker         | Portugal Hugo Rocha Nuno Barreto               |
| 2000    | Australien Tom King Mark Turnbull              | Vereinigte Staaten Paul Foerster Robert Merrick | Argentinien Javier Conte Juan de la Fuente     |
| 2004    | Vereinigte Staaten Kevin Burnham Paul Foerster | Großbritannien Joe Glanfield Nick Rogers        | Japan Kazuto Seki Kenjirō Todoroki             |
| 2008    | Australien Nathan Wilmot Malcolm Page          | Großbritannien Joe Glanfield Nick Rogers        | Frankreich Nicolas Charbonnier Olivier Bausset |
| 2012    | Australien Mathew Belcher Malcolm Page         | Großbritannien Luke Patience Stuart Bithell     | Argentinien Lucas Calabrese Juan de la Fuente  |
| 2016    | Kroatien Šime Fantela Igor Marenić             | Australien Mathew Belcher William Ryan          | Griechenland Panagiotis Mantis Pavlos Kagialis |
| 2020    | Australien Mathew Belcher William Ryan         | Schweden Anton Dahlberg Fredrik Bergström       | Spanien Jordi Xammar Nicolás Rodríguez         |

## Kielboote
Verwendete Bootsklasse:
- Star (seit 2004, zuvor offene Klasse)

### Star
| Olympia | Gold                                     | Silber                                   | Bronze                                  |
| ------- | ---------------------------------------- | ---------------------------------------- | --------------------------------------- |
| 2004    | Brasilien Marcelo Ferreira Torben Grael  | Kanada Ross MacDonald Mike Wolfs         | Frankreich Pascal Rambeau Xavier Rohart |
| 2008    | Großbritannien Iain Percy Andrew Simpson | Brasilien Robert Scheidt Bruno Prada     | Schweden Fredrik Lööf Anders Ekström    |
| 2012    | Schweden Fredrik Lööf Max Salminen       | Großbritannien Iain Percy Andrew Simpson | Brasilien Robert Scheidt Bruno Prada    |

## Kitesurfen
Verwendete Bootsklassen:
- Formula Kite (seit 2024)

### Formula Kite
| Olympia | Gold            | Silber       | Bronze            |
| ------- | --------------- | ------------ | ----------------- |
| 2024    | Valentin Bontus | Toni Vodišek | Maximilian Maeder |

## Windsurfen
Verwendete Bootsklassen:
- Windglider (1984)
- Lechner A-390 (1988–1992)
- Mistral (1996–2004)
- RS:X (2008–2020)
- iQFoiL (seit 2024)

### Windglider
| Olympia | Gold                 | Silber       | Bronze        |
| ------- | -------------------- | ------------ | ------------- |
| 1984    | Stephan van den Berg | Scott Steele | Bruce Kendall |

### Lechner A-390
| Olympia | Gold          | Silber           | Bronze           |
| ------- | ------------- | ---------------- | ---------------- |
| 1988    | Bruce Kendall | Jan Boersma      | Michael Gebhardt |
| 1992    | Franck David  | Michael Gebhardt | Lars Kleppich    |

### Mistral
| Olympia | Gold                  | Silber                | Bronze         |
| ------- | --------------------- | --------------------- | -------------- |
| 1996    | Nikolaos Kaklamanakis | Carlos Espínola       | Gal Fridman    |
| 2000    | Christoph Sieber      | Carlos Espínola       | Aaron McIntosh |
| 2004    | Gal Fridman           | Nikolaos Kaklamanakis | Nick Dempsey   |

### RS:X
| Olympia | Gold                     | Silber          | Bronze                 |
| ------- | ------------------------ | --------------- | ---------------------- |
| 2008    | Tom Ashley               | Julien Bontemps | Shahar Zubari          |
| 2012    | Dorian van Rijsselberghe | Nick Dempsey    | Przemysław Miarczyński |
| 2016    | Dorian van Rijsselberghe | Nick Dempsey    | Pierre Le Coq          |
| 2020    | Kiran Badloe             | Thomas Goyard   | Bi Kun                 |

### iQFoiL
| Olympia | Gold        | Silber      | Bronze             |
| ------- | ----------- | ----------- | ------------------ |
| 2024    | Tom Reuveny | Grae Morris | Luuc van Opzeeland |